# Rhopalodes nigrifascia
Rhopalodes nigrifascia är en fjärilsart som beskrevs av Max Joseph Bastelberger 1908. Rhopalodes nigrifascia ingår i släktet Rhopalodes och familjen mätare. Inga underarter finns listade.